# 여경구
여경구(呂慶九, 문화어: 려경구, 1913년 2월 ~ 1977년)은 조선민주주의인민공화국의 화학 공학자이다. 독립운동가 여운형의 5촌 조카 관계가 된다.

## 생애
1913년 2월 경기도 광주군에서 태어났다. 1929년에 중앙고등보통학교를 졸업하고 외국유학을 떠나 일본 와세다 대학교 응용화학과를 1936년에 졸업했다. 1937년부터 1941년까지 여운형이 몇 차례 걸쳐 일본 도쿄에 방문하였을 때 5촌 조카인 여경구가 거처를 제공해 주었다.
와세다 대학교를 졸업한 후 도쿄에서 일본인이 경영하는 연구소에서 근무했다가 1945년 8.15 광복 직전 귀국했다.
귀국직후 1945년 10월, 서울대학교 교수로 활동했다. 그러나 이듬해 1946년에 월북하게 된다. 여운형의 딸 여원구의 증언에 따르면 '6촌 오빠(여경구 지칭.)는 여운형의 권고에 따라 1946년 3월에 월북했다.'고 했다. 월북 후 여경구는 곧바로 흥남지구인민공장 기사장으로 등용됐고 1948년에는 북한의 첫 화학연구기지이자 현 함흥분원 전신인 흥남연구소장으로 발탁됐다.
한국 전쟁 시기에는 신설된 과학원 후보원사와 교수로 임명됐으며 미군의 폭격에 중상을 당하고 홀로 대열에서 떨어졌을 때에는 김일성이 보낸 자동차를 타고 목숨을 건지기도 했다고 한다.
1958년에는 10여년동안 계속해온 염화비닐연구를 완성, 생산도입에 성공해 김일성의 높은 평가를 받았으며 흥남연구소가 함흥분원으로 확장되면서 부원장직책을 맡았다. 1962년과 1967년에 열린 제3.4기 최고인민회의 1차회의에서는 대의원으로 선출되기도 했다.
1977년에 사망했다.